# تاغ بره
تاغ بره (نام علمی: Kalidium caspicum) نام یکی از گونه‌های سردهٔ پتاسی است.